# Tiberioides austeni
Tiberioides austeni is een keversoort uit de familie Passalidae. De wetenschappelijke naam van de soort is voor het eerst geldig gepubliceerd in 1914 door Frederic Henry Gravely.